# بيدرو حزقيال غوتيريز
بيدرو حزقيال غوتيريز (بالإسبانية: Pedro Juan Gutiérrez)‏ هو صحفي وكاتب كوبي، ولد في 27 يناير 1950 في ماتانزاس في كوبا.

## وصلات خارجية
- الموقع الرسمي
- بيدرو حزقيال غوتيريز على موقع IMDb (الإنجليزية)